# Peinture infamante

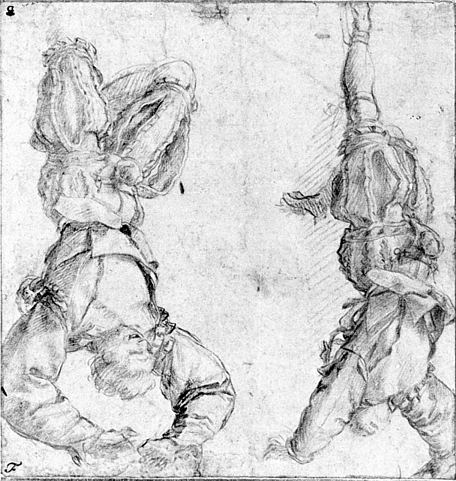
Dessin préparatoire d'Andrea del Sarto pour une peinture infamante.

La peinture infamante (en italien, pittura infamante prononcé : [pitˈtuːra iɱfaˈmante]) est un genre de peinture courant dans les cités-États italiennes, notamment celles du nord et du centre de la péninsule, du XIVe au XVIe siècle. Parmi les artistes célèbres qui peignirent des fresques infamantes, il y a Andrea del Castagno, Sandro Botticelli et Andrea del Sarto.

## Nature
Les peintures infamantes représentaient « dans des zones déterminées de la cité et sur des édifices particuliers, l’image de ceux qui s’étaient rendus coupables de délits variés, allant de la trahison à la banqueroute, de l’homicide à la falsification de documents », du vol à la fraude et à la rébellion, souvent dans les cas où il n'y avait pas de recours en justice. Commandées par les administrations des cités-États et exposées dans des lieux publics, elles étaient à la fois une forme de justice municipale (ou d'art judiciaire, un type de châtiment infligé par contumace par l'administration communale) et l'instrument de luttes politiques internes.

## Histoire
Milani rapporte qu'Ortalli divise l'histoire de la peinture infamante en trois phases. La première, de 1261 à 1304, est celle de l'émergence de cette peinture dans les communes où l'alliance de la faction guelfe et du popolo la favorisa. Dans la deuxième phase, la peinture infamante se retrouve dans toute l'Italie communale, où la représentation des condammnés s'est figée dans l'image d'un pendu, la tête en bas. La dernière phase, de 1396 à 1537, est celle du déclin du genre. Au début du XVIe siècle, seule Florence continuait de recourir à la peinture infamante.
Selon Samuel Edgerton, cette représentation picturale a commencé à décliner lorsqu'on en est venu à la considérer comme une forme d'art plutôt qu'une effigie ; la puissance de ce genre découlait d'un code d'honneur féodal où la honte était l'un des châtiments sociaux les plus sévères.

## Lieux d'exposition
La peinture infamante pouvait paraître dans tout lieu public, mais certains endroits en furent plus souvent le support. Par exemple, une partie du mur extérieur du Bargello afficha périodiquement de nombreuses fresques infamantes de personnes de grandeur naturelle. Le droit florentin exigeait que le podestat fasse peindre de telles « caricatures » et les fasse accompagner d'inscriptions indiquant le nom des personnes condamnées par contumace pour des délits d'ordre financier (mauvais payeurs, banqueroutiers, fraudeurs, faussaires, etc.). La peinture infamante était bien plus courante dans la Florence républicaine que dans les cités-États autocratiques.

## Iconographie

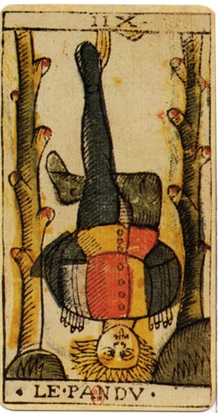
Le pendu, carte du jeu de tarot, passe pour être typique des fresques infamantes.

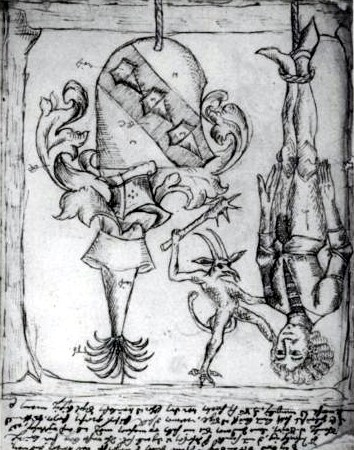
Schandbild (image infamante) en Allemagne

La peinture infamante ne représenta jamais de femmes, mais bien des hommes, qui appartenaient en général à la classe supérieure, car ils avaient le plus à perdre de cette forme d'humiliation. Lorsqu'elle s'est figée, la représentation d'un pendu était elle-même importante, car les criminels fortunés se voyaient en général accorder le privilège d'être décapités plutôt que pendus ; de plus, la pendaison était un châtiment infamant dans des contextes religieux, comme le montre celle de Judas.
Les représentations courantes, qui se voulaient humiliantes, furent celles d'une personne portant une mitre, pendue la tête en bas ou accompagné d'animaux sales comme le cochon ou l'âne ou réputés mauvais comme le serpent. Une légende énumérait les infractions commises par la personne représentée. Milani avance que la bourse au cou a aussi servi à représenter tous les condamnés.  
La peinture infamante pouvait aussi être une image favorable du sujet transformée après qu'il fut tombé en disgrâce.
La fresque du Broletto de Brescia (it), datée du dernier quart du XIIIe siècle, qui représente des chevaliers enchaînés avec une bourse au cou, et une fresque du Palazzo della Ragione de Mantoue, qui serait non pas un hymne à la pacification des factions opposées de Mantoue, mais bien une représentation de ceux qui furent bannis de Mantoue pour avoir livré le château de Marcaria aux Crémonais alliés à Ezzelino da Romano, et qui aurait donc été réalisée entre 1251 et 1259, sont de rares fresques de ce siècle qui ont subsisté. Les sources premières donnent rarement une description détaillée des peintures infamantes, mais des sources contemporaines avancent que ces œuvres étaient de couleurs vives,. Quelques dessins préparatoires subsistent aussi, et le Pendu d'un jeu de tarot passe pour ressembler au modèle archétypal de la peinture infamante, les jeux de tarot ayant été produits dans le nord de l'Italie dès les années 1440.

## À l'extérieur de l'Italie
Il y a des preuves, quoique plus rares, que la peinture infamante a existé à l'extérieur de l'Italie. Par exemple, les archives tendent à confirmer la peinture d'« images très déplaisantes » sur des étoffes pendant la guerre de Cent Ans et le règne de Louis XI en France, puis en Angleterre et dans le nord de l'Allemagne

## Personnes visées par la peinture infamante
Bologne
- Konrad von Landau, peint sur les murs de Bologne pour perfidie, réagit à cette peinture infamante en faisant représenter sur la selle de son cheval les politiques locaux pendus, la tête en bas, à la main d'une pute géante[14].

Fermo
- Rinaldo da Monteverde, gouverneur papal de Fermo, « fut victime de la justice populaire humiliante » sous forme de peinture infamante[15].

Florence
- Niccolò Piccinino fut représenté dans les fers, pendu la tête en bas, dans le Palazzo della Signoria en 1428[16] ou en avril 1430[17],[18]. Il était fréquent de représenter les condottieri qui changeaient de camp pendus par un pied, la tête en bas[7].
- Les huit participants à la conjuration des Pazzi furent peints par Botticelli sur le mur au-dessus de la douane en 1478. Cette peinture fut visible de la salle des Lys jusqu'à son effacement en 1494[19]
- Ridolfo di Camerino, « traître à notre sainte mère l'Église, au popolo et à la commune de Florence, ainsi qu'à tous ses alliés »,  fut représenté pendu par le pied gauche à un gibet, la tête couverte d'une mitre, entouré d'une sirène à sa gauche et d'un basilic à sa droite sur la façade du Bureau de la solde (vers le 13 octobre 1377)[12].
- Rodolfo II da Varano (en), qui fit défaut à la papauté pendant la Guerre des Huit Saints, fut représenté pendu à un gibet attaché au cou d'un démon[20].

Mantoue
- Aldrigotus Calarosi (ou Calorosi), Ubaldinus et Mozolinus da Campitello, un certain Otholinus (peut-être Avvocati) et un certain Guiçardus (peut-être Guizzardo di Redondesco (it)) furent représentés la bourse au cou dans le Palazzo della Ragione[6].